# Sân vận động Bollaert-Delelis
Sân vận động Bollaert-Delelis (tiếng Pháp: Stade Bollaert-Delelis; phát âm tiếng Pháp: [stad bɔlaʁt dələlis]) là một sân vận động bóng đá ở Lens, Pháp. Sân được xây dựng vào năm 1933. Đây là sân nhà của RC Lens. Sân vận động có sức chứa 38.058 chỗ ngồi - nhiều hơn dân số thành phố Lens khoảng 7.000 người. Ban đầu, sân vận động này được đặt theo tên của Félix Bollaert, giám đốc của Compagnie des Mines de Lens, người luôn cố gắng thúc đẩy sự phát triển của các câu lạc bộ thể thao trong thành phố Lens. Công việc xây dựng được bắt đầu vào năm 1931, nhưng Bollaert đã qua đời ngay trước khi sân vận động được khánh thành. Sân được đổi tên thành Sân vận động Bollaert-Delelis vào năm 2012, sau khi André Delelis, cựu Thị trưởng Lens và cựu Bộ trưởng Bộ Thương mại dưới thời Tổng thống François Mitterrand, qua đời.

## Các trận đấu thể thao lớn

### Giải vô địch bóng đá châu Âu 1984
| Ngày                | Đội #1  | Kết quả | Đội #2  | Vòng   |
| ------------------- | ------- | ------- | ------- | ------ |
| 13 tháng 6 năm 1984 | Bỉ      | 2–0     | Nam Tư  | Bảng A |
| 17 tháng 6 năm 1984 | Tây Đức | 2–1     | România | Bảng B |

### Giải vô địch bóng đá thế giới 1998
Sân vận động là một trong những địa điểm tổ chức Giải vô địch bóng đá thế giới 1998, và đã tổ chức các trận đấu sau:
| Ngày                | Đội #1      | Kết quả | Đội #2   | Vòng        |
| ------------------- | ----------- | ------- | -------- | ----------- |
| 12 tháng 6 năm 1998 | Ả Rập Xê Út | 0–1     | Đan Mạch | Bảng C      |
| 14 tháng 6 năm 1998 | Jamaica     | 1–3     | Croatia  | Bảng H      |
| 21 tháng 6 năm 1998 | Đức         | 2–2     | Nam Tư   | Bảng F      |
| 24 tháng 6 năm 1998 | Tây Ban Nha | 6–1     | Bulgaria | Bảng D      |
| 26 tháng 6 năm 1998 | Colombia    | 0–2     | Anh      | Bảng G      |
| 28 tháng 6 năm 1998 | Pháp        | 1–0     | Paraguay | Vòng 16 đội |

### Giải vô địch bóng bầu dục thế giới 1999
| Ngày                 | Đội #1  | Kết quả | Đội #2    | Vòng          |
| -------------------- | ------- | ------- | --------- | ------------- |
| 20 tháng 10 năm 1999 | Ireland | 24–28   | Argentina | Vòng play-off |

### Giải vô địch bóng bầu dục thế giới 2007
| Ngày                | Đội #1  | Kết quả | Đội #2  | Vòng   |
| ------------------- | ------- | ------- | ------- | ------ |
| 8 tháng 9 năm 2007  | Anh     | 28–10   | Hoa Kỳ  | Bảng A |
| 22 tháng 9 năm 2007 | Nam Phi | 30–25   | Tonga   | Bảng A |
| 26 tháng 9 năm 2007 | Gruzia  | 30–0    | Namibia | Bảng D |

### Giải vô địch bóng đá châu Âu 2016
Vào tháng 5 năm 2011, sân vận động đã được lựa chọn để tổ chức Giải vô địch bóng đá châu Âu 2016. Sân đã đóng cửa trong mùa giải 2014-15 để cải tạo cho Euro 2016. Sân vận động này được tổ chức 4 trận đấu tại Euro 2016, bao gồm 3 trận đấu ở vòng bảng và 1 trận ở vòng 16 đội.
| Ngày                | Thời gian (CEST) | Đội #1       | Kết quả | Đội #2     | Vòng        | Khán giả |
| ------------------- | ---------------- | ------------ | ------- | ---------- | ----------- | -------- |
| 11 tháng 6 năm 2016 | 15:00            | Albania      | 0 - 1   | Thụy Sĩ    | Bảng A      | 33.805   |
| 16 tháng 6 năm 2016 | 15:00            | Anh          | 2 - 1   | Wales      | Bảng B      | 34.033   |
| 21 tháng 6 năm 2016 | 21:00            | Cộng hòa Séc | 0 - 2   | Thổ Nhĩ Kỳ | Bảng D      | 32.836   |
| 25 tháng 6 năm 2016 | 21:00            | Croatia      | 0 - 1   | Bồ Đào Nha | Vòng 16 đội | 33.523   |